# Batalla de Morgarten
La Batalla de Morgarten se libró el 15 de noviembre de 1315 cuando unos 1.500 montañeses de la Antigua Confederación Suiza (apoyados por tropas de otros valles) repelieron en Morgarten, al sur de Zúrich, a las tropas (unos 3.000 a 5.000 soldados profesionales) de Leopoldo I, duque de Austria.
Un año antes, en 1314, Luis IV de Baviera había sido proclamado Emperador del Sacro Imperio Romano Germánico frente a otro candidato, Federico de Habsburgo, lo que para los confederados hubiera significado el final de su alianza con el Sacro Imperio, pues los Habsburgo se habrían anexionado los territorios confederados que reclamaban desde hacía tiempo. La alianza con el Imperio la convertía en un protectorado y en un sitio inalcanzable para cualquier atacante.
Esta guerra fue provocada por la incursión de Schwyz en las tierras de la abadía de Einsiedeln, hasta entonces regida por los Habsburgo.
Esta fue una de las pocas ocasiones en la Edad Media en que una comunidad campesina logró vencer a su soberano feudal.
Confirmada algunos años antes por el célebre Juramento de Rütli (1307), la victoria de Morgarten refuerza la confederación de los cantones alpinos y sirve de llamada a los cantones vecinos y, sobre todo, a las ciudades de Zúrich, Basilea y Berna. Estas ciudades libres, aunque burguesas, hacen frente común con los paisanos contra las pretensiones de los Habsburgo.
Esos campesinos austeros se revelan entonces como los soldados más temidos de Europa, capaces de resistir contra los potentes caballeros de la nobleza. Tan solo unos cuantos días son suficientes para reclutar decenas de miles de infantes. Desde que reciben la consigna, los confederados dejan sin demora su granja, cogen su pica y se ponen en marcha. Al momento del ataque, cuando los enemigos se sienten sobrecogidos por los imponentes picos alpinos, los confederados aprovechan para atacar a la caballería con sus largas picas y alabardas.